# 体积黏度
体积黏度（英語： 或 ），又称为第二黏度（second viscosity），是流体压缩或膨胀时所导致的黏性作用的度量。对不可压缩流体而言，体积黏度可以忽略。此外，低密度单原子气体的体积黏度为零。而在对多原子气体的声吸收以及含气泡液体的研究中，体积黏度则十分重要。
热力学压强与平衡态时柯西应力张量的迹有关，即 {\displaystyle p=-{1 \over 3}\sigma _{ii}^{e}}。类似地，可以通过非平衡态时柯西应力张量的迹来定义力学压强，即{\displaystyle {\bar {p}}=-{1 \over 3}\sigma _{ii}}。假设流体为牛顿流体，力学压强可以分解为两部分，其一为热力学压强，余下的另一部分则与速度场的散度成正比。这一比例便被定义为体积黏度，通常记为{\displaystyle \zeta }。
可压缩流体的纳维-斯托克斯方程为
{\displaystyle \rho \left({\frac {\partial \mathbf {v} }{\partial t}}+(\mathbf {v} \cdot \nabla )\mathbf {v} \right)=-\nabla p+\mu \nabla ^{2}\mathbf {v} +\rho \mathbf {f} +({\frac {1}{3}}\mu +\zeta )\nabla (\nabla \cdot \mathbf {v} )}
其中最后一项便含有体积黏度{\displaystyle \zeta }。当流体不可压缩时，速度场的散度为零，因而这一项可以略去。